# 隆格菲
隆格菲（法語：Longuefuye，法語發音：[lɔ̃ɡfɥi]）是法国马耶讷省的一个旧市镇，属于贡捷堡区。2019年，隆格菲与市镇格莱兹河畔热讷合并为新市镇热讷-隆格菲。

## 地理
隆格菲（47°52'0"N, 0°36'51"W）面积14.32 平方千米，位于法国卢瓦尔河地区大区马耶讷省，该省份为法国西北部内陆省份，北起芒什省和奧恩省，西接伊勒-维莱讷省，南至曼恩-卢瓦尔省，东临萨尔特省。
与隆格菲接壤的市镇（或旧市镇、城区）包括：弗罗芒蒂耶尔、格莱兹河畔热讷、格雷昂布埃尔、吕耶-弗鲁瓦丰、圣夏尔拉福雷。

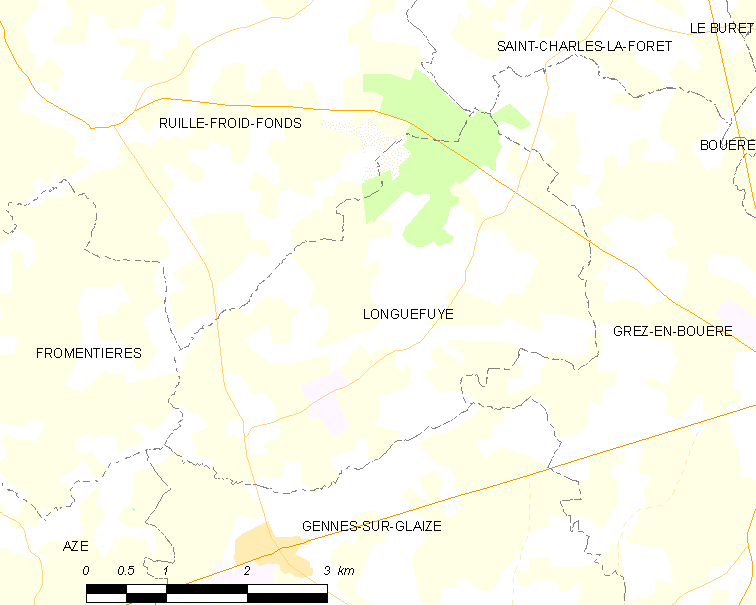
隆格菲的OSM定位图

隆格菲的时区为UTC+01:00、UTC+02:00（夏令时）。

## 行政
隆格菲的邮政编码为53200，INSEE市镇编码为53138。

## 政治
隆格菲所属的省级选区为马耶讷河畔贡捷堡第一县。

## 人口

1962-2008年间隆格菲人口变化图示

隆格菲于2018年1月1日时的人口数量为326人。